# Nicoline Blidberg
Beda Nicoline Blidberg, född 27 maj 1874 i Örgryte församling, Göteborgs och Bohus län, död den 22 oktober 1960 i Askersunds stadsförsamling, Örebro län, var en svensk lärare. 
Hon var dotter till pastor Anders Magnus Blidberg och Josefine Amalia Gyllenhammar. 
Hon studerade vid Lunds fullständiga läroverk för flickor och Högre lärarinneseminariet 1896. 
Hon var guvernant 1896–1899, anställd vid Visby högre flickskola 1899–1901, stiftelsen Nybygget i Stockholms län 1901–1903, lärarinna vid Askersunds flickskola 1903–1906, ämneslärarinna vid Askersunds statliga samskola 1906–1915 och första lärarinna där från 1915. 
Hon var medlem av Askersunds fattigvårdsstyrelse, livsmedelsnämnden och den kommunala arbetslöshets- och hjälpkommittén. Hon var ordförande vid Askersunds FKPR 1913–1921.